# Gottlieb Piltz

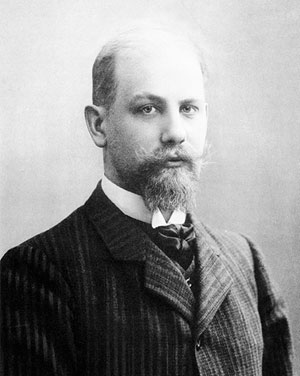
Gottlieb Piltz

Gottlieb Magnus Teodor Piltz, född 28 juni 1874 i Örebro, Örebro län, död 20 oktober 1937 i Oscars församling, Stockholm, var en svensk ingenjör och företagsledare.
Efter examen från Tekniska elementarskolan i Örebro 1892 var Piltz ritare vid W. Wiklunds verkstäder i Stockholm 1892–93, verkstadsarbetare i Nordamerika 1893–95, ritare vid Gustaf de Lavals experimentverkstad i Stockholm 1895–97 och blev stationsingenjör vid Stockholms Allmänna Telefon AB (SAT) 1897. Efter grundaren Henrik Tore Cedergrens död 1909 efterträdde Piltz denne som verkställande direktör. År 1918 fusionerades SAT med Ericsson, där VD-posten i det sammanslagna bolaget delades mellan Piltz och Ericssons tidigare VD Hemming Johansson. Piltz stannade på den delade VD-posten till 1922.
Från 1922 var Piltz direktör i företaget med ansvar för tekniska frågor, och fortsatt styrelseledamot till 1925. Detta år etablerade sig Ericsson i Italien med ett företag för telefondrift i södra Italien och Piltz blev direktör för detta Ericsson-bolag som hade säte i Neapel. Det var Piltz som hade skött förhandlingarna om koncessionen med italienska staten. 1930 utsågs han till styrelseledamot i holdingbolaget Setemer i Milano. Han var även Ericssons generalprokurator i Italien till sin död 1937.